# Emesis glaucescens
Emesis glaucescens är en fjärilsart som beskrevs av Talbot 1929. Emesis glaucescens ingår i släktet Emesis och familjen Riodinidae. Inga underarter finns listade i Catalogue of Life.